# Mordellistena delicatula
Mordellistena delicatula är en skalbaggsart som beskrevs av Dury 1906. Mordellistena delicatula ingår i släktet Mordellistena och familjen tornbaggar. Inga underarter finns listade i Catalogue of Life.